# 二道沟 (吉尔吉斯斯坦)
二道沟，又译为伊尔德克、尔德克、阿尔代克、伊尔迪克，是吉尔吉斯斯坦伊塞克湖州杰季-奥古兹区下辖的一个村。2017年时，该村人口共2801人（其中东干族1836人，吉尔吉斯族508人，维吾尔族295人，还有哈萨克族、俄罗斯族等众多民族）。

## 名称
据当地东干村民讲，此地原无名，东干先民根据地形、地貌定名为“二道沟”——因附近有两条常年流水的沟而名。当地俄罗斯人、吉尔吉斯人发不出“二道沟”的原音，而将之称为“阿尔代克”。此外，二道沟又称为“得胜”，此名随后成了苏联时期集体农庄的名字，并一直保持到了1965年，“得胜集体农庄”并入“友谊集体农庄”后，这个名字便作古。

## 历史
1877年12月底，东干人到达此地。白彦虎为了不被清军一网打尽，把队伍分散成三部分撤退。最早的一部分是由马元（东干人称为“大师傅”“狄道阿爷”或“尤素福哈吉”，有些书又称为“马壮”）带领的甘肃籍哲合忍耶穆斯林在1877年11月初翻越天山，到达卡拉科尔，最后剩下的只有一千一百多人，选择住在了二道沟。
2017年8月24日，时任吉尔吉斯斯坦总理索隆拜·热恩别科夫以及多位国会议员到访此地，祝贺吉尔吉斯斯坦东干人庆迁居吉国140年。2019年8月1日，中华人民共和国驻吉尔吉斯共和国大使杜德文对该村进行了訪問。